# Burg Hohenberg (Hohenberg an der Eger)
Die Burg Hohenberg steht auf einer 125 Meter über der Eger aufragenden Felskuppe am Rand des Ortszentrums der Stadt Hohenberg an der Eger im Fichtelgebirge. Die Burg ist Station der zwei Kilometer weiter südlich von Bayreuth nach Eger verlaufenden Burgenstraße.

## Geschichte

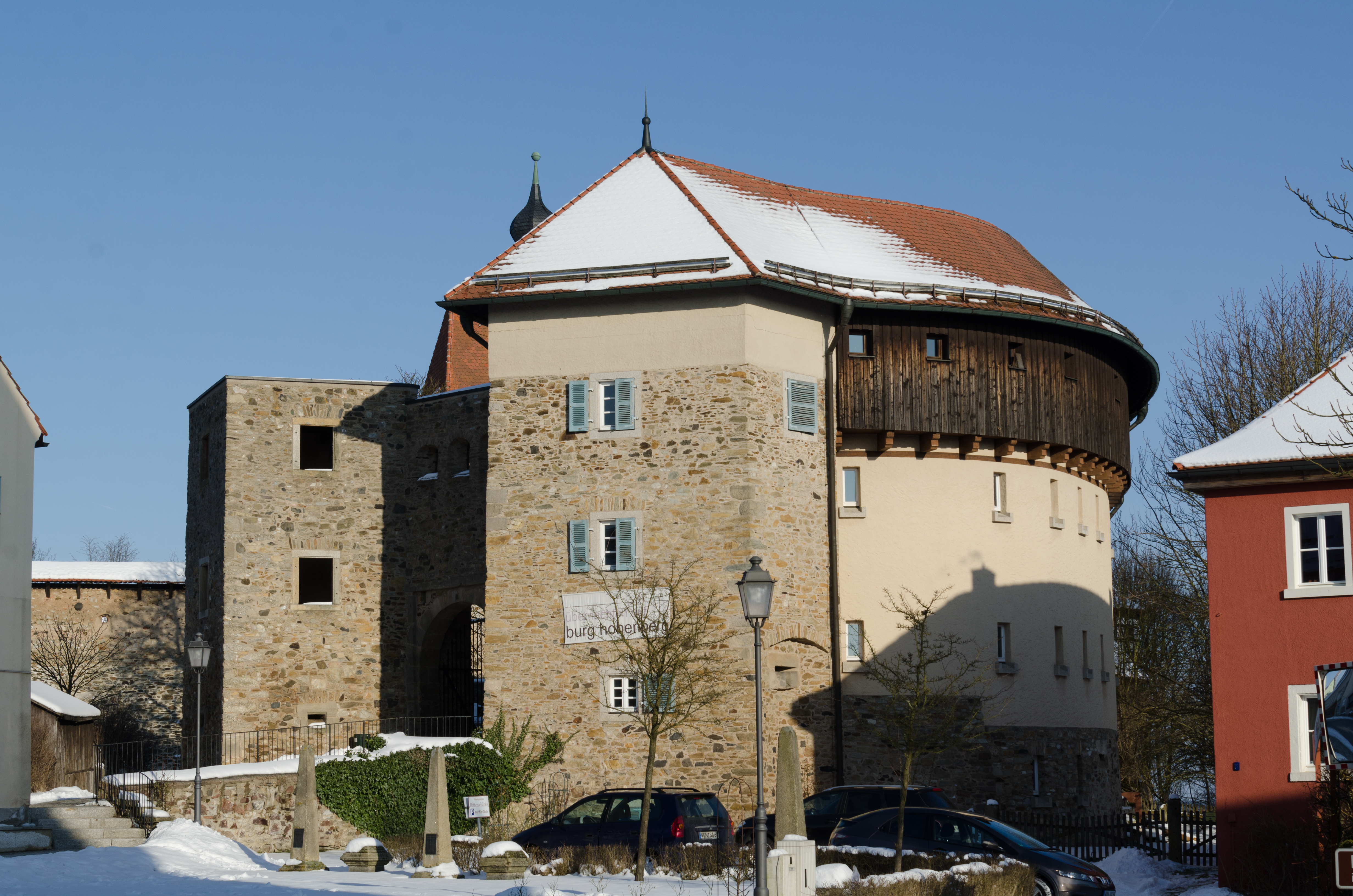
Wehrtürme

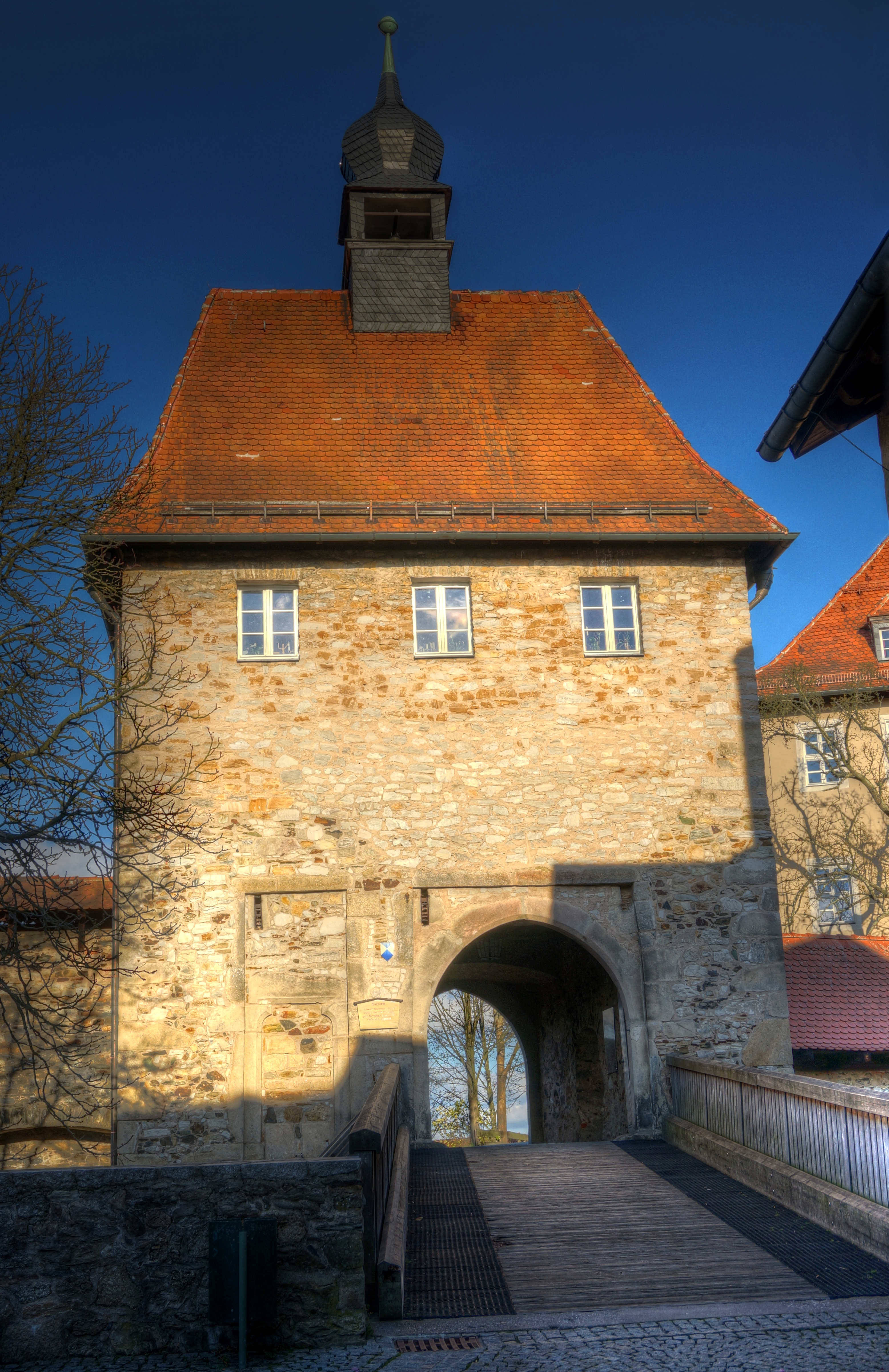
Zugang über die Brücke

Die hoch über dem Egertal gelegene Burg Hohenberg war nach der Plassenburg ob Kulmbach die wichtigste Festung im hohenzollerischen Markgraftum Brandenburg-Kulmbach-Bayreuth und sicherte den einst verkehrstechnisch und strategisch wichtigen Pass von Schirnding, der den Zugang von der Fichtelgebirgshochfläche zum Egerer Becken und damit nach Böhmen vermittelte. Die Burg entstand in staufischer Zeit zwischen 1170 und 1220 im Zusammenhang mit der Sicherung der Reichsburg Eger; der Ortsname erschien erstmals 1222 mit einem als Urkundenzeugen auftretenden Berchtoldus de honberg aus dem Adelsgeschlecht derer von Hohenberg.
Um 1300 gelangte Hohenberg an die Burggrafen von Nürnberg, die ihre ältesten Erwerbungen im Egerland im Amt Wunsiedel/Hohenberg zusammenfassten. Der erste burggräfliche Amtmann auf Hohenberg, Rüdiger von Sparneck, erschien jedoch erst 1341. Gut hundert Jahre später, im Jahr 1433, verteidigte Hans von Kotzau Hohenberg gegen die Hussiten. Beim Einfall böhmischer Truppen während des Bayerischen Krieges im Jahr 1462 zündete der Egerer Beckenknecht Haußner einen Turm der Burg Hohenberg an. 
Die heutige Burg Hohenberg entstand in ihren wesentlichen Teilen (Ringmauer, Rundtürme) in der Zeit um 1480. In den Jahren 1499 und 1504 wurde vom Bau der Vorburg berichtet. In den Jahren 1621 und 1622 ließ Markgraf Christian mächtige, mit sieben Bastionen versehene Erdwälle um die Burg aufschütten, die mit Palisaden zusätzlich befestigt wurden. Diese Vorkehrungen nützten allerdings wenig, als im Juni 1632 kaiserliche Truppen den Pass von Schirnding einnahmen, das Grenzhaus Hohenberg eroberten und drei Jahre lang besetzt hielten. Nach dem Dreißigjährigen Krieg verlor die Burg Hohenberg ihre strategische Bedeutung. Markgraf Christian Ernst errichtete 1666 das Fürstenhaus, ein als Jagdschloss genutztes Gebäude mit einem angebauten Küchentrakt und einem Wohnhaus für den Amtmann. 1945 wurden mit einem großen Teil des Ortes Hohenberg auch Teile der Burg, namentlich die Vorburg, der Torturm und der Storchenturm durch amerikanischen Artilleriebeschuss zerstört.
Ort und Burg Hohenberg waren bis 1799 mit dem Privileg einer kaiserlichen Freistätte ausgestattet. Vier steinerne Säulen (jetzt im Burghof zu sehen) standen an den Eingangswegen des Ortes und grenzten einen Schutzbereich ab. Gelang es Rechtsbrechern, den Schutzbereich zu erreichen, standen sie im Asyl des Kaisers und waren zunächst frei von Verfolgung.
Die Markgrafschaft Ansbach-Bayreuth kam 1791 zum Königreich Preußen. Nach vorheriger vierjähriger französischer Besetzung gelangten der Ort und die Burg 1810 zum Königreich Bayern.
Seit 1936 gehörte die Burg dem NS-Lehrerbund und war Landschulheim. Am Ende des Zweiten Weltkriegs im April 1945 fielen einige Wehrtürme, die Vorburg sowie ein Drittel des Ortes dem Beschuss amerikanischer Truppen zum Opfer, als SS-Truppen den Ort verteidigten. 1951 begann der allmähliche Wiederaufbau durch den bayerischen Staat.

## Heutige Nutzung
Die Stiftung Sudetendeutsches Sozial- und Bildungswerk richtete in Zusammenarbeit mit dem Freistaat Bayern im Jahr 1955 eine, bis Ende 2014 betriebene Jugendherberge, ein Schullandheim und später eine Grenzlandbildungsstätte ein. Die Jugendherberge trug ab 1960 den Namen von Guido Rotter. Seit April 2015 wird die Burg Hohenberg vom VEZ e. V./Learning Campus betrieben. Seit 2017 wird sie umfangreich saniert und soll danach erneut als Jugendherberge sowie für Tagungen genutzt werden.

## Baubeschreibung

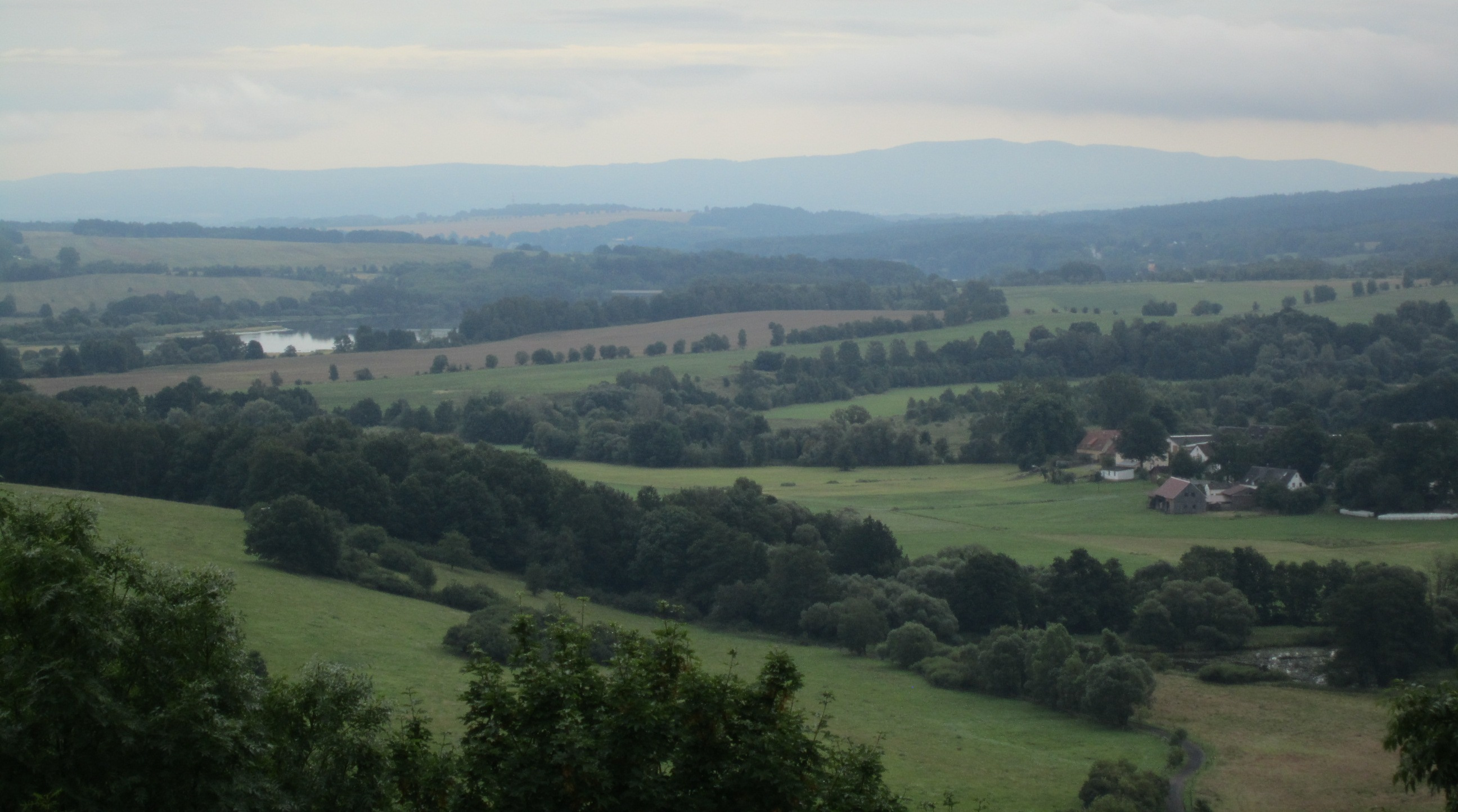
Aussicht ins Egerland von der Burg Hohenberg

Der geräumige Burghof der Höhenburg wird von der um 1480 entstandenen, auf unregelmäßig sechseckigem Grundriss errichteten Ringmauer umschlossen, die an den Eckpunkten durch das Torhaus, drei runde Geschütztürme und den viereckigen Gefängnisturm zusätzlich befestigt ist. Ein vierter Rundturm ist im 19. Jahrhundert abgegangen. Von der mittelalterlichen Innenbebauung ist nichts mehr zu sehen. Das sogenannte Fürstenhaus ließ Markgraf Christian Ernst 1666 als Amtshaus und Jagdschloss errichten. Weitere Gebäude im Inneren der Burg, wie das Kornhaus und das Viehhaus, wurden im 19. Jahrhundert abgebrochen. Vor der südlichen Ringmauer hat sich noch ein Rest des Erdwalls aus den Jahren 1621/22 erhalten. Bis 1959 befand sich im Bereich der südöstlichen Erdbastion ein 1853 errichteter Holzpavillon, die sogenannte Königsruhe. Diese erinnerte an einen Besuch der Königin Theresia von Bayern, die 1847 auf dem Wall verweilte und die Aussicht ins Egerland genoss. Heute befindet sich dort der Lagerfeuerplatz der Jugendherberge; die Aussicht ins Egerland ist völlig zugewachsen.